# ساغارا سانوسكي
ساغارا سانوسكي 相楽 左之助 هو شخصية خيالية من عالم روروني كنشين من نوبوهيرو واتسوكي، معروف أيضا باسم سانوسكي ساغارا في النسخة الإنجليزية من الأنمي (ميديا بلاستر) وسانوسوكي سغارا (سوني) ويختصر اسمه إلى سانو. واتسوكي كمعجب بفرقة شينسنغومي ابتكر سانوسكي مستندا على اسم وشخصية عضو شنسنغومي حقيقي يدعى هارادا سانوسكي.
الأحداث تجري في نسخة خيالية من تاريخ اليابان قبل حقبة ميجي، سانوسكي هو عضو في جيش سيكيهو، وعندما تشتت الجيش على يد حكومة ميجي أصبح سانوسكي مقاتلا مرتزقا ليهدئ من غضبه بالقتال. عند تقديمه في السلسلة يقاتل سانوسكي المتنقل هيمورا كنشين الذي ينتصر عليه ويقنعه بالتوقف عن حياة الارتزاق والبدء بتقديم الحماية لناس، بعد هذا القتال يصبح سانوسكي الصديق المقرب لكنشين والرفيق في القتال. كما ظهر أيضا في الفيلم والمواد الأخرى ذات العلاقة مع روروني كنشين.

## ابتكار الشخصية وتصورها
يعد سانوسكي أحد آخر أهم الشخصيات التي ابتكرت في السلسلة، واتسوكي ابتكره ليكون صديق كنشين المقرب المستعد للكمه حتى يستيقظ من أحزانه، ورغم كونه شخصية أساسية إلا أن واتسوكي شعر بأنه لم يكتب كل شيء عنه تماما، كما فكر أنه لو ابتكر سلسلة ليكون سانوسكي بطلها فسيكون الأمر مشوقا.
وصف واتسوكي الموضوع الذي عنه سانوسكي بالإشارة إلى تصميمه شخصية لامب من ماشين بوكين تان لامب-لامب لتاكيشي أوباتا، واتسوكي عمل كمساعد لدى أوباتا وصمم تلك الشخصية عبثيا في دفتر رسم مضيفا عناصر مقتطعة من الشخصية المطلوبة «مع مباركة الرسام الأصلي بالطبع». شاهد واتسوكي نسخة شيبا ريوتارو من هارادا كشيء يريد أن يستوحي منه رسم تصميمه وأن شعره المتشوك-الشكل الكبير هو أغرب عنصر رسمه في حياته.
في الأنمي المتبني لقصة روروني كنشين جمع تصميم واتسوكي مع مهارات ممثل صوته يوجي أيدا، في نسخة الأنمي الإنجليزية من ميديا بلاستر، اختارت الشركة ليكس لانغ ممثلا للصوت، كلارك تشنغ كاتب النصوص الإنجليزية لاحظ أن الشخصية أذكى مما بدت في الحلقات الأولى، وأنه حاول ببطء تغيير حوارها ليجعلها أغبى كما هي النسخة اليابانية.

## موجز الشخصية

### الشخصية
كان تدمير جيش سيكيهو وخسارة جميع أصدقائه سبب كره سانوسكي نحو حكومة ميجي وارتدائه الكلمة اليابانية «آكو» 惡 (الشر) وراء قميصه، هذا الرمز يمثل ولاءه لماضيه في جيش سيكيهو، ولكن أيضا يعبر عن رغبته بالدفاع عن الأبرياء المظلومين وتجنيبهم ما عاناه. تأثير سانوسكي على الشخصيات الأخرى واضح عندما يضعون الرمز نفسه على ظهورهم، كما فعل أخيه الأصغر هيغاشيداني أوتا، ميوجين ياهيكو ارتدى نسخة مصغرة من الرمز عندما يبلغ سن الرشد بنهاية المانغا.
رغم كرهه لحكومة ميجي، يصبح سانوسكي صديق كنشين المقرب الذي يراه شخصا طيبا، يقارن سانوسكي كنشين بقائده السابق ساغارا سوزو الذي يكن له الاحترام، رغم أن سانوسكي يلكم كنشين عادة بسبب منعه من القتال، يدرك كنشين ذلك فيصبح أكثر صديق يعتمد عليه. ومنذ توقف سانوسكي عن القتال المأجور بعد مقابلته كنشين أصبح لا يملك المال عادة، ما يجعله يستدين من أصدقائه رغم عدم وفائه بالديون. نقص القدرة المادية لديه سبب دينا ضخما لمطعم في طوكيو، وهذه الحالة تتكرر باستمرار بشكل كوميدي طيلة عمر السلسلة. ميغومي عادة ما تهتم به وتحذره من مخاطر القتال، لكنه لم يستجب أبدا لنصيحتها، ليعود إليها دائما للمعالجة.
يستمتع سانوسكي بالقتال ودائما ما يختبر قدرته بمواجهة الخصوم الأقوياء حتى لو كانوا أصدقاء. يحترم العديد من المقاتلين طوال السلسلة واصفا بأنهم «لا يقهرون» ويظهر احترامه رغم ما هم عليه. يبتدئ سانوسكي عداء تجاه عضو شينسنغومي السابق سايتو هاجيمي عندما يتقاتلان لأول مرة في المانغا، وبسبب خسارته النزال يعتبر سانوسكي سايتو بالشخص الذي يجب التفوق عليه حتى يصبح «قويا بالفعل».
العديد من الشخصيات تشير إلى سانوسكي برأس الطائر «توري-أتاما» (رأس الطائر/الديك) في إشارة إلى شعره.

### فنون القتال
ببداية السلسلة، يستخدم سانوسكي سلاح زانباتو في المعركة، معطيا له لقب «زانزا» 斬左. السلاح ليس ذو طرف حاد فسانوسكي يستخدمه في تحطيم وتفتيت خصومه. بعد خسارته أمام كنشين، يتوقف سانوسكي عن استخدام زانباتو مفضلا معارك اليد مقابل اليد. بعدها يقدم سانوسكي كأقوى حليف لكنشين بعد تعلمه قوة بشرية خارقة وتجلد من المعارك المتعددة التي خاضها بعد بلوغه العاشرة. وفي رحلته إلى كيوتو، يتعلم سانوسكي مهارة فوتاي نو كيوامي 二重の極み (حرفيا: إتقان الطبقتين) من راهب معتزل يدعى يوكيوزان آنجي. فوتاي نو كيوامي فن خاص يقوم ممارسه بضربتين خاطفتين متعاقبتين بأي جزء من جسمه، لكن سانوسكي يتقن تلك المهارة بيده اليمنى فقط، الضربة الأولى من مفاصل سلامى الإصابع تخلق رد فعل من الهدف، ثم تأتي الضربة الثانية من السلامى نفسها التي تكسر الهدف قبل اختفاء تأثير الضربة الأولى. تصاب اليد اليمنى بسبب تكرار استخدام هذه المهارة، وهذا الأمر يصبح عائقا أثناء قتاله في فترة جينتشو، لكنه يتغلب على هذه المشكلة عندما يكتشف أن فوتاي نو كيوامي يمكن أن تمارس باستخدام كلتا اليدين بشكل متوال ما يقلل الأثر على يده المصابة.

## موجز الحبكة الروائية
قبل سنوات من بدء السلسلة، يترك سانوسكي عائلته في طفولته لينضم إلى جيش سيكيهو، يحترم سانوسكي قائده ساغارا سوزو كثيرا ما يدفعه لاستعارة اسم عائلته «ساغارا» منه، لكن عندما تواجه حكومة ميجي مشاكل اقتصادية تصنف جيش سيكيهو كمجموعة محتالين «لدفن وعودهم»، يعدم سوزو تاركا سانوسكي كأحد الناجين القلائل. يصبح سانوسكي مقاتلا مأجورا في طوكيو بسبب كرهه الشديد لإيشين شيشي وإحساسه بالذنب لعدم قدرته على حماية قائده. بعد عشرة سنوات يكتسب شهرة كأحد أقوى المقاتلين المأجورين في المدينة.
في مقدمة المانغا، يستأجر سانوسكي لقتال كنشين، لكن بعد خسارته يدرك سانوسكي رغبة كنشين بعدم القتل ويصبح أحد رفقائه. في أحداث كيوتو، يشارك سانوسكي مع كنشين في القتال ضد شيشيو، وينتصر على ثالث أقوى فرد في جيشه آنجي الراهب الذي علم سانوسكي مهارة فوتاي نو كيوامي. بعدها بأشهر، يوكيشيرو إنيشي يختطف كاورو في محاولة للانتقام من كنشين ويترك جثة شبيهة لكاورو. يغادر سانوسكي طوكيو بعد رؤيته مدى حزن كنشين وكآبته، يقابل سانوسكي عائلته ويتهجم على فرد من إيشين شيشي كان يسيء معاملتهم، ثم يعود بسرعة إلى طوكيو ليشارك في إنقاذ كاورو، وبعد إنقاذها، يغادر سانوسكي اليابان ويطوف العالم متحاشيا القبض عليه بسبب اعتدائه على أحد أفراد إيشين شيشي.

## الظهور في مواد أخرى
في ساموراي إكس ذا موشن بكشر، يساعد سانوسكي في إيقاف الساموراي تاكيمي شيغوري من الإطاحة بحكومة ميجي التي يرغب بالانتقام منها. في سلسلة OVA أعطي سانوسكي تصميما بشريا أكثر وأكثر عاطفية، ففي ساموراي إكس: رفلكشن، سانوسكي الأكبر عمرا في هذه السلسلة يكتشف كنشين مصابا بشدة أثناء تنقله في آسيا، يقوم سانوسكي بتدبير عودة كنشين إلى طوكيو حيث كاورو قائلا بأن هذا هو اللقاء الأخير بينهما. سانوسكي شخصية قابلة للعب في جميع ألعاب روروني كنشين أيضا، بما فيها جمب سوبر ستارس وجمب ألتميت ستارس حيث يقاتل باليد أو بسلاح زانباتو.

## مدى القبول
نال سانوسكي شعبية بين قراء روروني كنشين، متصدرا المرتبة الثانية في استفتاءات المجلة والخامسة كأحد أفضل الأعداء في فترة كنشين، كما ظهرت سلع تجارية مستندة على الشخصية.
واتسوكي محبط لعدم إسناد تمثيل صوت سانوسكي في الأنمي إلى توموكازو سيكي الذي قام بتمثيل سانوسكي في كتاب CD. أويدا ممثل صوت سانوسكي في الأنمي الياباني قال بأن تمثيل الصوت في سلسلة OVA كان معقدا بسبب تقدم عمر الشخصية وعدم تمثيله لها منذ فترة، كان يتمنى أن يتضمن المزيد من القتال في سلسلة OVA لكنه سعد بكون سانوسكي قد نضج في شخصه. ليكس لانغ ممثل صوت سانوسكي في نسخة ميديا بلاستر الإنجليزية للأنمي علق أن انطباعه الأول تجاه الشخصية في كونها منجذبة للقتال بسبب الغضب، لكن باستمرار القصة أصبح سانوسكي شخصية لطيفة ومحببة، وبسبب اختلاف صوته عن صوت أويدا، حاول لانغ تقديم طريقته الخاصة تمثيل سانوسكي، علق لانغ على مشهد في الحلقة 22 حيث يخشى سانوسكي من ركوب القطار ظانا أنه شيطان، بأنه أظرف مشهد قام بتسجيله.

## اقرأ أيضا
- هيمورا كنشين
- كاميا كاورو
- ميوجين ياهيكو
- جيش سيكيهو